# フィンランド人
「フィンランド人」には、次の意味がある。
1. フィンランド共和国の国籍を保有している人々。フィンランド国民。
2. 民族としてのフィン人。

## フィンランド国民
フィンランド共和国の圧倒的多数はウラル語族のフィン人であるが、ゲルマン語派に属するスウェーデン系やサーミ人も居住している。フィンランド国民として世界的に著名な作曲家で交響詩『フィンランディア』の作曲者ジャン・シベリウスはスウェーデン系である。フィン・ウゴル系のサーミ人はかつては「ラップ人」の名で呼ばれていたが、今日では回避される傾向が強い。

## フィン人
この意味でのフィンランド人はフィンランド本国では「スオミ人」と呼ばれ、国外のスウェーデンやロシア連邦などにいるフィン人なども含まれる。東方から移動してきたフィン人は1世紀以降エストニア方面から現在のフィンランドへと断続的に侵入してきた民族とみられ、先住民であるサーミ系の人びとを追うかたちで北進した。また、ロシアにおけるフィン人は「カレリア人」の名で呼ばれることが多い。
なお、日本の国会議員でフィンランド生まれのツルネン・マルテイもフィン人という意味ではフィンランド人であるが、国籍上はフィンランド国籍を有しない日本国民（日本人）である。